# Амдуни, Мурад
Мурад Амдуни (фр. Morhad Amdouni; род. 21 июня 1988) — французский легкоатлет, специализирующийся в беге на 10000 метров и беге на 5000 метров. Чемпион Европы (2018).

## Биография
Амдуни дебютировал на международной арене на чемпионате Европы по кроссу в 2006 году в Сан-Джорджо, где он занял среди юниоров двенадцатое место в личных соревнованиях.
В 2007 году он выигрывает золотую медаль в беге на 5000 метров чемпионате Европы среди юниоров со временем 14:8.27.
Он занял пятое место на чемпионате Европы по кросс-кантри в декабре в 2010 году в Албуфейре, и позволил сборной Франции выиграть золотую медаль в командном первенстве. 27 февраля 2011 года он стал чемпионом Франции по кросс-кантри, опередив Хасана Чахди.
После нескольких лет отмеченных травмами, французский атлет в 2015 году бьёт личный рекорд на дистанции 1500 метров когда он бил его личный рекорд 1 500 метров, показав время 3:34.05. Благодаря этому времени он участвует в чемпионате мира в Пекине, где он выбывает в полуфинале.
24 июня 2016 года он стал чемпионом Франции на дистанции 5000 метров, показав время 14:12.33.
18 февраля 2017, первоначально в Бирмингеме, Мурад бьет рекорд Франции на 5000 м, установив показатель на отметке 13:10.60.
7 августа 2018 года, на Олимпийском стадионе в Берлине, на Чемпионате Европы, Амдуни побеждает на дистанции 10000 метров. В 30 лет француз выиграли свой первый крупный международный титул и стал первым французом в истории, который выиграл титул чемпиона Европы в этой дисциплине. Четыре дня спустя, он выигрывает бронзовую медаль на 5000 м с результатом 13:19.14.
8 августа 2021 года на Олимпийских играх в Токио занял 17-е место в марафоне с результатом 2:14:33.